# CCH Pounder
Carol Christine Hilaria Pounder (Georgetown, 25 december 1952) is een in Guyana geboren, Amerikaanse actrice. Ze won zowel in 2003 als 2004 een Golden Satellite Award voor haar vertolking van detective Claudette Wyms in de misdaadserie The Shield, waarin ze van 2002 tot en met 2008 speelde. Tevens werd ze genomineerd voor een Emmy Award in 1995 (voor haar gastrol in The X-Files), 1997 (bijrol in ER), 2005 (The Shield) en 2009 (gastrol in The No. 1 Ladies' Detective Agency).
Pounder maakte in 1979 haar filmdebuut en acteerdebuut als Valeria in het direct-naar-video-drama Coriolanus. Sindsdien speelde ze in meer dan twintig films, meer dan zestig inclusief televisiefilms. Tevens had Pounder rollen als wederkerende personages in meer dan tien televisieseries. De meest omvangrijke daarvan zijn die in Shield (89 afleveringen) en die als Dr. Loretta Wade in de serie NCIS: New Orleans.
Pounder trouwde in 1991 met Boubacar Kone, die in 2016 overleed. Samen kreeg het paar drie kinderen.

## Filmografie

### Film
*Exclusief meer dan 35 televisiefilms
| - The Naked Gun (2025) - chef Davis - Avatar: The Way of Water (2023) - Mo'at - The Mortal Instruments: City of Bones (2013) - Dorothea - Home Again (2012) - Dulsay Mooreland - My Girlfriend's Back (2010) - Constance - Avatar (2009) - Mo'at - Superman/Batman: Public Enemies (2009) - Amanda Waller (stem) - Orphan (2009) - Sister Abigail - Rain (2008) - Ms. Adams - Redemption: The Stan Tookie Williams Story (2004, televisiefilm) - Winnie Mandela - Tèt Grenné (2002) - Baby of the Family (2002) - The Big Day (2001) - Things Behind the Sun (2001) - End of Days (1999) - Detective Marge Francis - Blossoms and Veils (1998) - Melting Pot (1998) | - Face/Off (1997) - Dr. Hollis Miller - Tales from the Crypt: Demon Knight (1995) - Aladdin and the King of Thieves (1995, stem) - the Oracle - RoboCop 3 (1993) - Sliver (1993) - Benny & Joon (1993) - The Importance of Being Earnest (1992) - Miss Prism - Postcards from the Edge (1990) - Julie Marsden - Psycho IV: The Beginning (1990) - Fran Ambrose - Bagdad Cafe ´(Out of Rosenheim) (1987) - Brenda - Prizzi's Honor (1985) - Peaches Altamont - I'm Dancing as Fast as I Can (1982) - Anne - Union City (1980) - Mrs. Lewis - All That Jazz (1979) - Nurse Blake - Coriolanus (1979) - Valeria |

### Televisieseries
*Exclusief eenmalige gastrollen
- NCIS: New Orleans - Dr. Loretta Wade (2014-2021)
- Sons of Anarchy - Tyne Patterson (2013-2014, dertien afleveringen)
- Warehouse 13 - Mrs. Frederic (2009-2014, 29 afleveringen)
- Beware the Batman - Marion Grange (2014, twee afleveringen - stem)
- NCIS - Loretta Wade (2014, twee afleveringen)
- Revenge - Sharon Stiles (2011, twee afleveringen)
- Law & Order: Special Victims Unit - Carolyn Maddox (2001-2010, vijf afleveringen)
- Brothers - Mrs. Trainor (2009, dertien afleveringen)
- The Shield - Claudette Wyms (2002-2008, 89 afleveringen)
- W.I.T.C.H. - Kadma (2006, drie afleveringen)
- Justice League - Amanda Waller (2004-2006, negen afleveringen - stem)
- The Practice - Helene Washington (2001, twee afleveringen)
- Static Shock - Burgemeester (2000-2001, twee afleveringen - stem)
- Millennium - Cheryl Andrews (1996-1998, vijf afleveringen)
- ER - Angela Hicks (1994-1997, 24 afleveringen)
- Gargoyles - Desdemona (1995, twee afleveringen)
- Sweet Justice - Addison (1994-1995, twee afleveringen)
- L.A. Law - Roseann Robin (1986-1992, vier afleveringen)
- Cop Rock - ... (1990, drie afleveringen)
- Women in Prison - Dawn Murphy (1987-1988, dertien afleveringen)